# Gartrop-Bühl

Lage von Gartrop-Bühl in der Gemeinde Hünxe

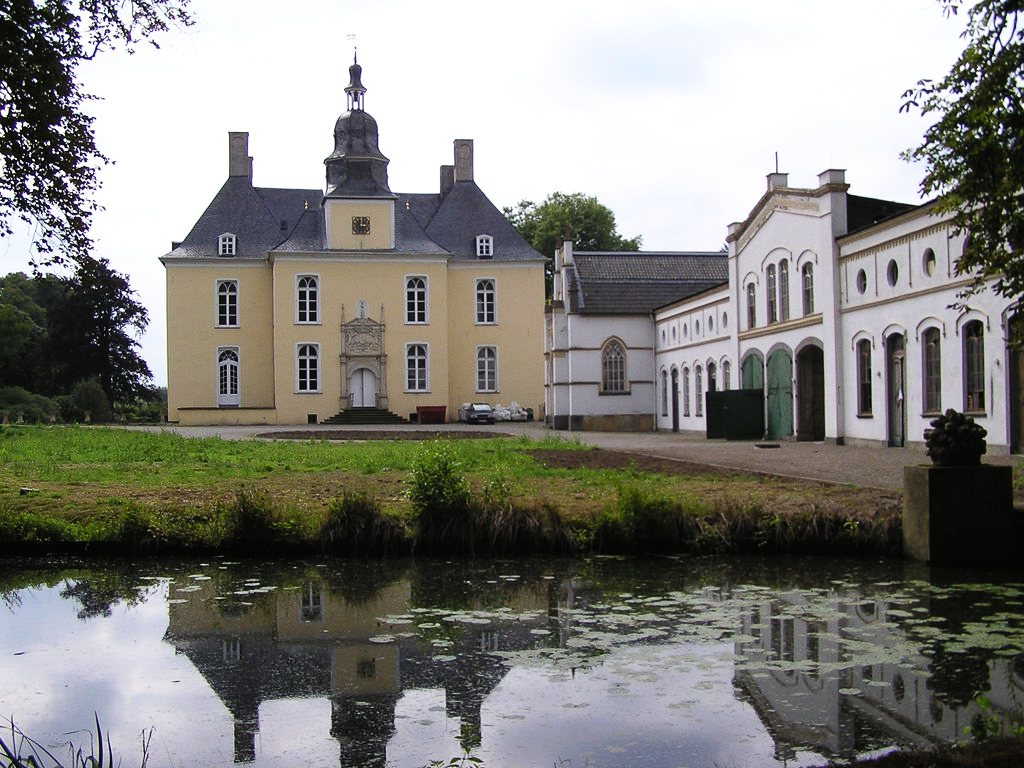
Schloss Gartrop

Gartrop-Bühl ist ein Ortsteil von Hünxe am Niederrhein im Kreis Wesel. Der Ort hat 660 Einwohner (Stand März 2024) und erstreckt sich zwischen der Lippe und dem Wesel-Datteln-Kanal, der für die Ortschaft eine wichtige Wasserstrecke darstellt. Bis zur kommunalen Neugliederung am 1. Januar 1975 war Gartrop-Bühl eine selbstständige Gemeinde im Amt Gahlen, Kreis Dinslaken.

## Verkehr
Die Gahlener Straße ist die Verbindung nach Schermbeck-Gahlen, Hünxe und Voerde. Öffentliches Verkehrsmittel in Gartrop-Bühl ist die Buslinie 71 der Verkehrsgemeinschaft Niederrhein und der Bürgerbus des Bürgerbusvereins.

## Sehenswürdigkeiten
Das Schloss Gartrop, dessen Grundstein bereits im 14. Jahrhundert gelegt wurde, ist die bekannteste Sehenswürdigkeit Gartrop-Bühls. Es wird von Dr. Peter Blumrath restauriert und bietet ein Restaurant und Räumlichkeiten für Seminare und Festaktivitäten. Weitere Sehenswürdigkeit ist die gleichfalls aus dem 14. Jahrhundert stammende Wassermühle. 1950 wurde im Lippedeich der Einbaum von Gartrop-Bühl geborgen, der als der größte historische Einbaum gilt, der bisher in Europa gefunden wurde. Er wird im Museum der Deutschen Binnenschifffahrt in Duisburg ausgestellt. Im Jahre 2000 wurde an der Lippe bei Gartrop-Bühl ein Mammut-Schädelfragment mit einem unvollständigen Stoßzahn (2,29 Meter) entdeckt, das heute im Heimatmuseum Hünxe zu besichtigen ist.

## Wappen
Blasonierung: In Grün geteilt durch zwei silberne (weiße) Balken, darüber sechs rote Stäbe mit nach oben gerichteten Spitzen; im Schildfuß ein silberner (weißer) Hirschkopf. 
Bedeutung: Das Wappen steht für die Waldgebiete um Gartrop-Bühl. Der mittlere Teil erinnert an einen Zaun; er symbolisiert die Grenzlage zu Westfalen.